# Danh sách cầu thủ bóng đá Việt Nam thi đấu ở nước ngoài
Cầu thủ Việt Nam thi đấu ở nước ngoài bao gồm những cầu thủ Đội tuyển bóng đá quốc gia Việt Nam thi đấu cho câu lạc bộ nước ngoài.

## Cầu thủ sinh ra tại Việt Nam
Thi đấu ở châu Âu
| Họ tên             | Câu lạc bộ          | Giải đấu                                    | Thời gian   |
| ------------------ | ------------------- | ------------------------------------------- | ----------- |
| Lê Công Vinh       | Leixões S.C.        | Giải bóng đá Ngoại hạng Bồ Đào Nha (2 trận) | 2009        |
| Nguyễn Công Phượng | Sint-Truidense V.V. | Giải bóng đá vô địch quốc gia Bỉ (1 trận)   | 2019 - 2020 |
| Đoàn Văn Hậu       | SC Heerenveen       | Eredivisie (0 trận)                         | 2019 - 2020 |
| Nguyễn Quang Hải   | Pau FC              | Ligue 2 (12 trận 1 bàn)                     | 2022 - 2023 |

Khác
| Họ tên             | Câu lạc bộ                 | Thời gian   |
| ------------------ | -------------------------- | ----------- |
| Lê Huỳnh Đức       | Chongquin Lifan            | 2001        |
| Lương Trung Tuấn   | Port F.C.                  | 2004-2005   |
| Lê Công Vinh       | Leixões S.C.               | 2009        |
| Lê Công Vinh       | Hokkaido Consadole Sapporo | 2013        |
| Nguyễn Công Phượng | Mito HollyHock             | 2016        |
| Nguyễn Công Phượng | Incheon United FC          | 2019        |
| Nguyễn Công Phượng | K. Sint-Truidense V.V.     | 2019 - 2020 |
| Nguyễn Công Phượng | Yokohama FC                | 2023 - 2024 |
| Lương Xuân Trường  | Incheon United FC          | 2016        |
| Lương Xuân Trường  | Gangwon FC                 | 2016-2018   |
| Lương Xuân Trường  | Buriram United             | 2019        |
| Nguyễn Tuấn Anh    | Yokohama FC                | 2016-2017   |
| Đoàn Văn Hậu       | SC Heerenveen              | 2019 - 2020 |
| Nguyễn Quang Hải   | Pau FC                     | 2022 - 2023 |
| Nguyễn Văn Toàn    | Seoul E-Land FC            | 2023        |

## Cầu thủ sinh ra ở nước ngoài
|   | Tên cầu thủ   | Hình ảnh               | Nơi sinh        | Câu lạc bộ         | Quốc gia     | Thời gian   |
| - | ------------- | ---------------------- | --------------- | ------------------ | ------------ | ----------- |
| 1 | Đặng Văn Lâm  |                        | Moskva · ( Nga) | Hoàng Anh Attapeu  | Lào          | 2012        |
| 1 | Đặng Văn Lâm  | Duslar Moskva          | Moskva · ( Nga) | Nga                | 2013 - 2014  |             |
| 1 | Đặng Văn Lâm  | Muangthong United      | Moskva · ( Nga) | Thái Lan           | 2019 - 2021  |             |
| 1 | Đặng Văn Lâm  | Cerezo Osaka           | Moskva · ( Nga) | Nhật Bản           | 2021 - 2022  |             |
| 2 | Michal Nguyễn |                        | Litvínov(Séc)   | FK Baník Most 1909 | Cộng hòa Séc | 2009 - 2014 |
| 2 | Michal Nguyễn | Air Force Central      | Litvínov(Séc)   | Thái Lan           | 2018         |             |
| 2 | Michal Nguyễn | Selangor F.C.          | Litvínov(Séc)   | Malaysia           | 2019         |             |
| 3 | Lee Nguyễn    |                        | Texas(Hoa Kỳ)   | PSV Eindhoven      | Hà Lan       | 2006 - 2008 |
| 3 | Lee Nguyễn    | Rangers F.C.           | Texas(Hoa Kỳ)   | Đan Mạch           | 2008 - 2009  |             |
| 3 | Lee Nguyễn    | New England Revolution | Texas(Hoa Kỳ)   | Hoa Kỳ             | 2012 - 2018  |             |
| 3 | Lee Nguyễn    | Los Angeles FC         | Texas(Hoa Kỳ)   | Hoa Kỳ             | 2018 - 2019  |             |
| 3 | Lee Nguyễn    | Inter Miami CF         | Texas(Hoa Kỳ)   | Hoa Kỳ             | 2020         |             |
| 3 | Lee Nguyễn    | New England Revolution | Texas(Hoa Kỳ)   | Hoa Kỳ             | 2020         |             |